# Santorio Santorio

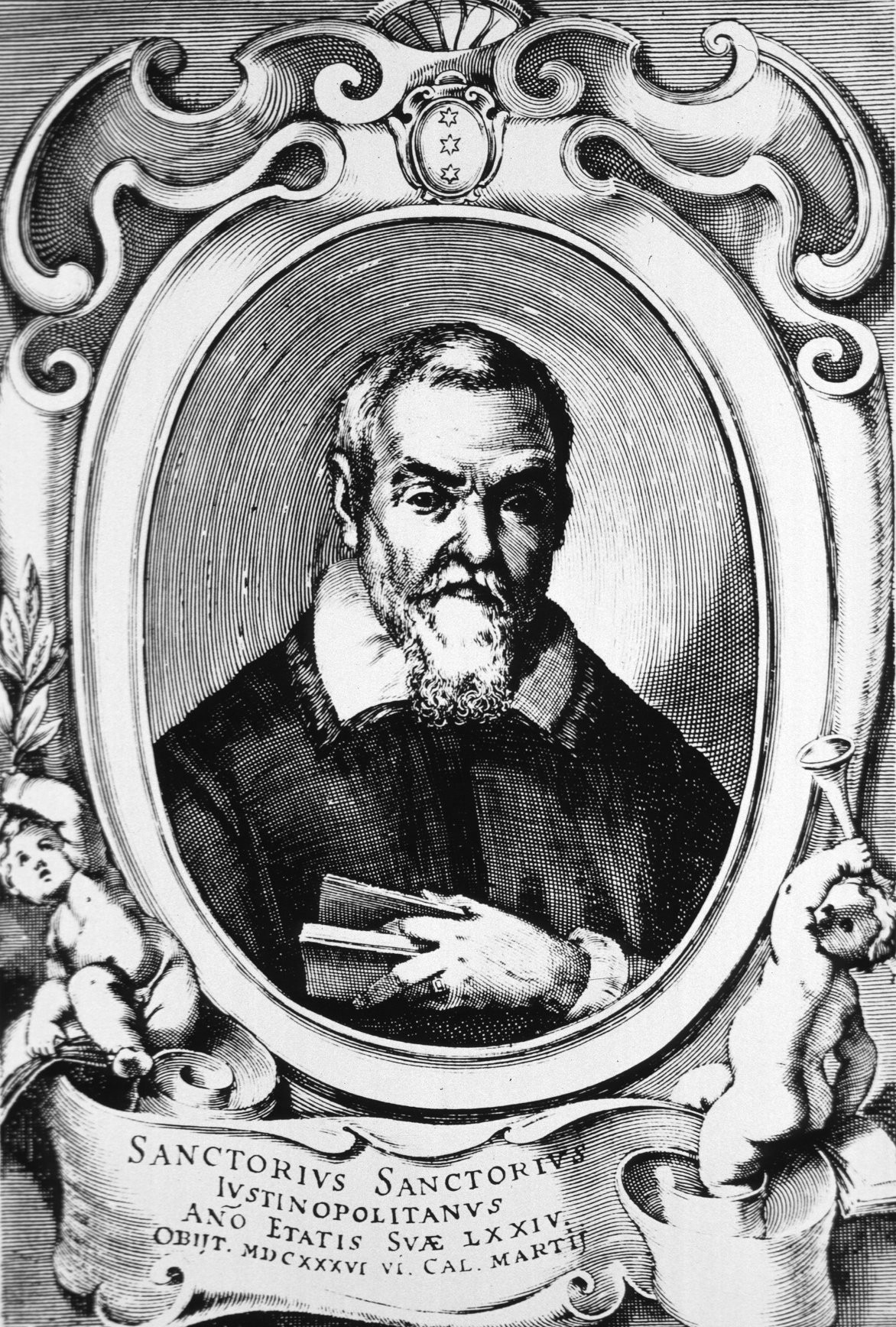
Santorio Santorio

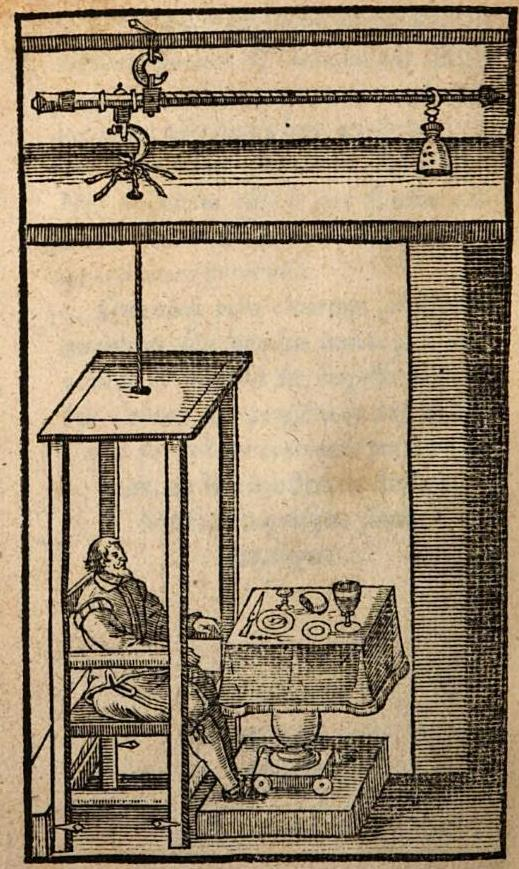
Stoffwechselwaage des Santorio

Santorio Santorio (latinisiert Sanctorius; * 29. März 1561 Capo d’Istria, Istrien; † 22. Februar 1636 in Venedig) war ein italienischer Mediziner, der physiologische Untersuchungen anstellte und als Erster systematische Stoffwechselforschungen durchführte. Er war zudem einer der ersten Ärzte, die nachgewiesenermaßen Selbstversuche anstellten, und war Mitbegründer der Iatrophysik.

## Leben
Santorio studierte an der Universität Padua Medizin und wurde dort 1583 promoviert. Nachdem er sich in Kroatien und Dalmatien aufgehalten hatte, praktizierte er ab 1599 als Arzt in Venedig. Von 1611 bis 1624 war er Professor für theoretische Medizin in Padua und später in Venedig.

## Wirken
Santorio war ebenfalls der Erste, der Präzisionsinstrumente in der Medizin einsetzte, um quantitative Experimente durchführen zu können. Im Jahre 1602 führte er das Pendel zur Messung der Pulsrate in die Medizin ein und erfand einige der Pulsmessung dienende „Pulsologia“. Hierzu wurde er wahrscheinlich durch seine Diskussionen mit Galileo Galilei inspiriert, der bereits die Idee hatte mit den Pendelschwingungen Unterschiede in der Pulsgeschwindigkeit festzustellen. Santorios bekannteste medizinische Leistung war eine Stoffwechselwaage (siehe Abb.) zur Studie des Stoffwechsels, die er bei sich selbst und auch bei Galilei benutzte. Er veröffentlichte auch eine Beschreibung einer neuen Art von Thermometer, die ebenfalls von Galilei inspiriert gewesen sein könnte.
Er gilt als ein Mitbegründer der Iatrophysik (Iatromechanik).

## Schriften (Auswahl)
- Methodi vitandorum errorum omnium, qui in arte medica contingunt libri XV, quorum principia sunt ab auctoritate medicorum, & philosophorum principum desumpta, eaque omnia experimentis, & rationibus analyticis comprobata in der Google-Buchsuche. Apud Petrum Aubertum, Venedig 1630 (1. Auflage: 1603).
- Ars de statica medicina in der Google-Buchsuche. David Lopes de Haro, Leiden 1642 (1. Auflage: 1612).
  - De statica medicina et de responsione ad staticomasticem ars aphorismorum sectionibus octo comprehensa auf Gallica. Antoine Cellier, Lyon 1690.
- Commentaria in artem medicinalem Galeni. 1614.
- Nova pulsuum praxis morborum omnium diagnosim prognosim et medendi aegrotis rationem statuens, sine eorum relatione, 1624.
- Commentaria in primam Fen primi libri canonis Auicennae auf Gallica. Apud Iacobum Sarcinam, Venedig 1625. („Canon Auicennae“ meint Avicennas Qānūn at-Tibb (Kanon der Medizin))
- Commentaria in primam sectionem aphorismorum Hippocratis. 1629.
- Opera omnia. 1660. (Gesammelte Werke)